# Massimiliano Napolitano
Massimiliano Napolitano (Vittoria, 13 marzo 1973) è un ex ciclista su strada italiano.

## Carriera
Nato nel 1973 a Vittoria, in provincia di Ragusa, è fratello di Danilo Napolitano, anche lui ciclista professionista, dal 2004 al 2017.
Da dilettante ed elite ha ottenuto alcune vittorie, quelle tra i dilettanti nel 1993 con la S.S. Sassi - Katoxyn e nel 1994 e 1995 con la G.S. Brunero Bongioanni Boeris.
Dopo aver corso da elite nel 1996 con la G.S. Podenzano - Italfine - Addax, nel 1998, a 25 anni, è passato professionista con la Mercatone Uno, prendendo parte a due edizioni consecutive della Parigi-Roubaix, ritirandosi sia nel 1998 sia nel 1999, e al Tour de France 1999, concluso al 134º posto.
Ha chiuso la carriera nel 1999, a 26 anni. 
Dopo il ritiro è rimasto nel mondo del ciclismo come massaggiatore.

## Palmarès
- 1993 (dilettanti)

G.P. Ciclistico San Basso
- 1994 (dilettanti)

G.P. Artigiani Sediai e Mobilieri
- 1995 (dilettanti)

Trofeo Sportivi di Briga Novarese
- 1997 (elite)

2ª tappa Sei Giorni del Sole (Mileto > Catanzaro)
6ª tappa Sei Giorni del Sole (Vibo Valentia > Vibo Valentia)

## Piazzamenti

### Grandi Giri
- Tour de France

1999: 134º

### Classiche monumento
- Parigi-Roubaix

1998: ritirato
1999: ritirato